# Борунська ікона Божої Матері
Борунська ікона Божої Матері (біл. Абраз Маці Божай Барунскай) — одна з найшанованіших святинь Білорусі. Зберігається в Борунах (Ошмянський район, Гродненська область, Білорусь) у костелі святих апостолів Петра і Павла — колишньому унійному і василіянському храмі.

## Опис
Іконографія — Одигітрія з одягненим в білий хітон дитям на лівій руці, яке злегка відхилене від матері. Діва Марія в хітоні вишневого кольору і синьо-зеленому мафорію, низько опущеному на чоло. Навколо їхніх голів слабке освітлення з променями. Фон коричневий, з кириличними монограмами Богоматері і Христа.

## Історія
На початку XIX ст. Борунська ікона була однією з найбільш шанованих ікон на Віленщині. Спочатку вона належала василіянському ченцеві Йосафату Бражицу, який в 1671 році був ігуменом монастиря в Полоцьку і помер в 1683 році у Вітебську. Василіянський історик о. Ігнатій Стебельський повідомляє, що Бражиц віддав ікону своєму родичеві Миколі Песляку, який у 1692 році на місці сучасного містечка Боруни заснував василіянський монастир і передав туди ікону. Ікона вціліла під час пожежі у 1707 році й була поміщена в окремому вівтарі відновленого у 1715 році храму. Вперше ікона згадується в 1705 році, а в 1712 році в Супраслі була видана книга митрополита Льва Кишки про її чуда (перевидана там само в 1742 році).
Відома гравюра ікони з XVIII ст. Згідно з В. Новаковським, на початку XIX ст. М. Важинський взяв ікону до свого дому в селі Оляни, а василіянам залишив копію. Після передачі Борунського храму римо-католикам (1919), в 1926 році Важинський повернув ікону до костелу, а в 1927 році вона була відреставрована віленською художницею Г. Шрамовною.
В каталозі Віленської єпархії (1935) ікона записана як чудотворна. Доля її після 1939 року невідома. Можливо, нинішня ікона в Борунському костелі тільки її копія. Згідно з усними переказами, оригінал ікони загинув під час Другої світової війни в результаті невідповідних умов зберігання.